# Thüringisches Landesamt für Denkmalpflege und Archäologie

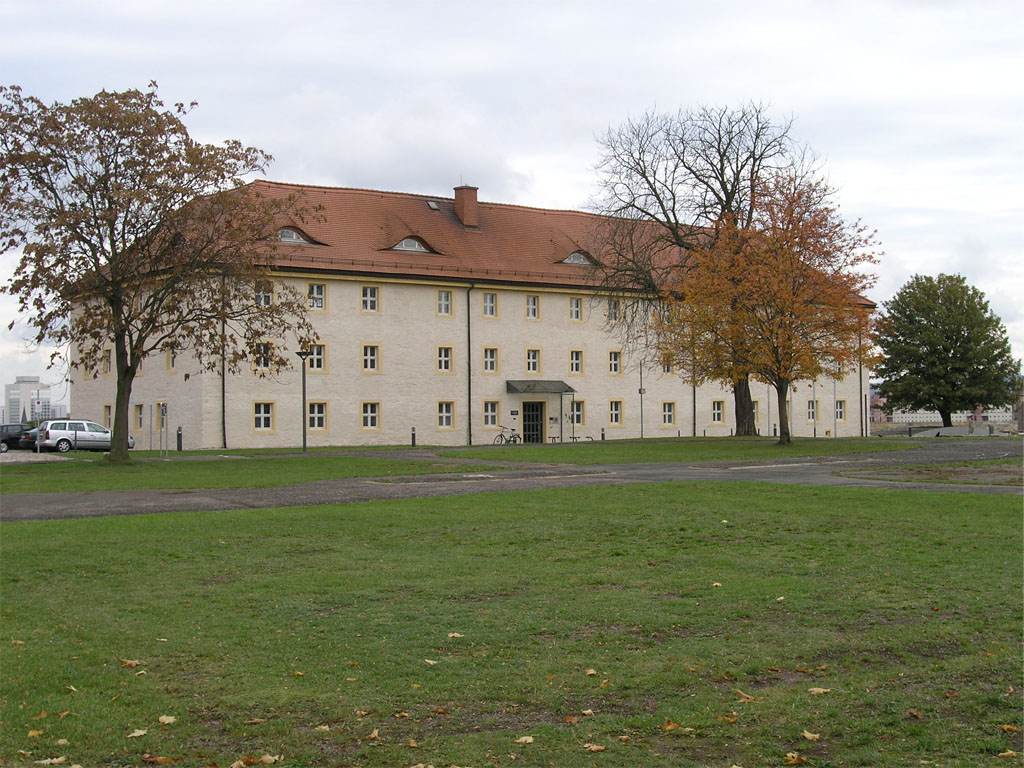
Ehemalige Artilleriekaserne auf dem Erfurter Petersberg, Sitz des Landeskonservators und der Bau- und Kunstdenkmalpflege (2006)

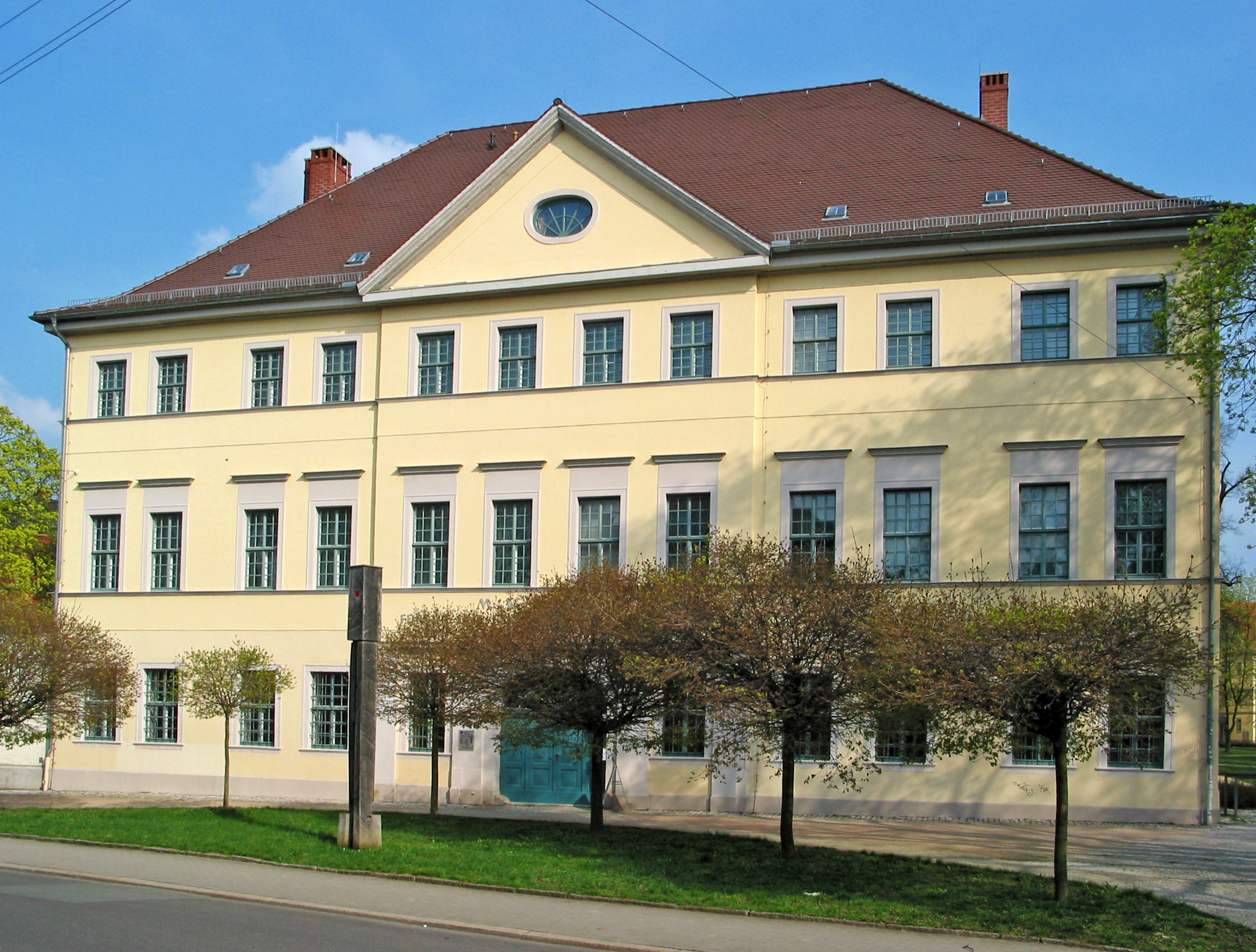
Museum für Ur- und Frühgeschichte in Weimar, Sitz des Präsidenten und des Bereichs archäologische Denkmalpflege (2009)

Das Thüringische Landesamt für Denkmalpflege und Archäologie, abgekürzt TLDA, ist die zentrale Denkmalbehörde Thüringens mit Sitzen in Erfurt und Weimar. Präsident ist seit 2006 der Prähistoriker Sven Ostritz, Landeskonservator seit 2009 ist der Diplom-Restaurator Holger Reinhardt.

## Geschichte
Nach Gründung des Landes Thüringen erfolgte 1922 die Gründung einer staatlichen Beratungsstelle für „Denkmalpflege und Heimatschutz“. Sie war zunächst dem Weimarer Innenministerium, seit 1923 dem Volksbildungsministerium zugeordnet und hatte ihren Sitz im Weimarer Marstallgebäude. 1933 erfolgte durch Reichsstatthalter Fritz Sauckel die Gründung eines ihm persönlich unterstellten „Landesamtes für Denkmalpflege und Heimatschutz“ als eigene Behörde.
Zur DDR-Zeit gab es seit 1963 die „Arbeitsstelle Erfurt“ des zentralen Instituts für Denkmalpflege in Berlin, die für die drei thüringischen Bezirke Erfurt, Gera und Suhl zuständig war. Von 1952 bis 1963 hatte die „Arbeitsstelle Halle (Saale)“ diese Aufgabe mit übernommen.
Nach der Wiedergründung des Freistaates Thüringen wurde 1991 auf Grundlage des Thüringer Denkmalschutzgesetzes eine Denkmalfachbehörde mit Sitz in Erfurt gebildet und dem Thüringer Ministerium für Bildung, Wissenschaft und Kultur als oberster Denkmalschutzbehörde zugeordnet. 2006 erfolgte ein Zusammenschluss mit dem in Weimar ansässigen Landesamt für Archäologie.

## Struktur
Heute ist das Landesamt folgendermaßen gegliedert:

### Bau- und Kunstdenkmalpflege (Erfurt)
Die Erfurter Dienststelle ging aus dem früheren Landesamt für Denkmalpflege hervor. Sie ist für die Bau- und Kunstdenkmalpflege Thüringens zuständig und wird vom Landeskonservator geleitet. Ihr Standort ist die ehemalige Artilleriekaserne/Kaserne B und die Neue Hauptwache der Zitadelle Petersberg. Zu ihr gehören die Bereiche:
- Büro des Landeskonservators
- Denkmalerfassung
- Praktische Denkmalpflege
- Städtebauliche Denkmalpflege
- Gartendenkmalpflege
- Bauforschung

### Archäologische Denkmalpflege (Weimar)
Die Weimarer Dienststelle ging aus dem früheren Landesamt für Archäologie hervor und befindet sich in der Humboldtstraße 11 in Weimar. Zu ihr gehören das Museum für Ur- und Frühgeschichte Thüringens in Weimar und das Steinsburgmuseum in Römhild. Es gibt folgende Bereiche:
- Bodendenkmalpflege mit fünf Gebietsreferaten und dem Referat Prospektion/Denkmalbuch
- Archäonaturwissenschaften mit den Sachgebieten Restaurierung, Archäometrie/Labor, Paläoanthropologie, Archäoinformatik und Numismatik
- Museum/Sammlungen/Dokumentationen mit den Sachgebieten Museumspädagogik, Wissenschaftliche Sammlung, Information/Dokumentation, Bibliothek, Zeichenatelier und Fotolabor

## Behördenleitung: Landeskonservatorin oder Landeskonservator
Ministerpräsident Bernhard Vogel (CDU) ordnete am 26. Juni 1992 an, dass die Person, die das Landesamt leitet, die Amtsbezeichnung „Landeskonservator“ trägt. Wobei dieser Titel eine gewisse Tradition hat, denn die Bezeichnung Konservator war in verschiedenen „Vorgängerstaaten“ ebenfalls gebräuchlich: Friedrich Klopfleisch war 1863 bis 1884 Konservator im Großherzogtum Sachsen-Weimar-Eisenach, Paul Lehfeldt war von 1884 bis 1900 „Konservator der Regierungen Thüringens“, womit verschiedene thüringische Kleinstaaten gemeint sind. Allerdings gab es für diese Position auch andere Bezeichnungen Fritz Koch etwa führte 1922 bis 1930 im Land Thüringen den Titel des „Regierungsrats für Denkmalpflege und Heimatschutz“.
Die Behördenleitung hatten seit 1990 folgende Personen inne:
- Rudolf Zießler (1990–1999)
- Sabine Ortmann (kommissarisch 1999–2000)[5]
- Werner von Trützschler (2000–2002)[6]
- Stefan Winghart (2003–2009)
- Holger Reinhardt (seit 2010)[7]

## Kritik
Dem Thüringer Landesamt wurden mehrfach mangelndes Engagement und Versäumnisse bei der „fachlichen Beratung und Fürsorge für den hoheitlichen Denkmalschutz“ (§ 1 Abs. 1, S. 2 Thüringer Denkmalschutzgesetz) vorgeworfen. Einige seit Inkrafttreten des Thüringer Denkmalschutzgesetzes 1991 eingetretenen Denkmalverluste sind in den Listen zerstörter Denkmale in Thüringen aufgeführt.